# Herman van Gunst
Herman van Gunst (Nijeveen, 10 augustus 1954) is een Nederlands voormalig korfballer en korfbalcoach. Hij werd als speler Nederlands kampioen op het veld en in de zaal. Als coach werd hij 2 keer verkozen tot Beste Coach van Nederland.

## Spelerscarrière
Van Gunst begon met korfbal bij DOS'46 uit Nijeveen. Hij debuteerde in seizoen 1973-1974 in het 1e team van de club, dat op dat moment nog niet in de hoogste Nederlandse klasse speelde.
Samen met spelers zoals Albert Lucas en Harry Dassen zorgde hij ervoor dat DOS'46 in 1976 in de zaalcompetitie kampioen werd en promotie maakte naar de Hoofdklasse, het hoogste niveau. In seizoen 1976-1977 speelde DOS'46 in de Hoofdklasse zaal en deed dit voor een nieuwkomer niet slecht. De ploeg stond na de reguliere competitie op een 5e plek en werd een middenmoter.
In seizoen 1977-1978 schoof de ploeg in de ranglijst 1 plek op werd het 4e in de competitie, echter lukte het nog niet om in de veldcompetitie ook promotie naar de Hoofdklasse te behalen.
In 1979 lukte het wel om ook promotie te maken naar de Hoofdklasse in de veldcompetitie.
Hierdoor was seioen 1979-1980 het eerste seizoen waarbij DOS'46 zowel in de zaal als in de veldcompetitie in de Hoofdklasse speelde. In de zaal werd DOS'46 zelfs 3e en kwam het slechts 3 punten tekort om 1e in de poule te worden. In de veldcompetitie deed de ploeg het verrassend goed voor een debutant. Na 18 wedstrijden stonden PKC en DOS'46 allebei op 27 punten. Om te beslissen welke ploeg kampioen zou worden moest er een beslissingswedstrijd gespeeld worden. Deze wedstrijd werd gespeeld op zaterdag 24 mei 1980 en PKC won met 9-8. Zodoende was DOS'46 in hun eerste veldseizoen op het hoogste niveau bijna landskampioen geworden.
In seizoen 1981-1982 pakte DOS'46 het anders aan. Van Gunst en Harry Dassen haalden Marijke en Henk Woudstra over om zich aan de sluiten bij de club en dit was een goede zet voor de club. In dit seizoen was het meteen raak voor DOS'46. In de zaalcompetitie verzamelde de ploeg 23 punten en werd hiermee eerste in de Hoofdklasse B, waardoor het zichzelf voor de zaalfinale plaatste. In de finale trof het Deetos, maar DOS'46 won met 10-8, waardoor het voor de eerste keer in de clubhistorie Nederlands kampioen was geworden. Iets later, in de veldcompetitie deed de ploeg het ook goed. Het bleef concurrent ROHDA voor met 1 punt en DOS'46 werd 1e in de competitie. Hierdoor was het team ook Nederlands veldkampioen.
Als Nederlands veldkampioen had DOS'46 zich geplaatst voor de Europacup van 1982. Dit was een toernooi met alle veldkampioenen. DOS'46 won in dit toernooi alle 3 wedstrijden en was hierdoor Europacup winnaar.
Seizoen 1985-1986 was het laatste seizoen voor Van Gunst als speler, na 13 seizoenen in de top van Nederland. In dit seizoen wist DOS'46 in de veldcompetitie ternauwernood te handhaven in de Hoofdklasse. Hier was wel een beslissingsduel tegen AKC Blauw-Wit voor nodig. Van Gunst stopte op 32-jarige leeftijd als speler.

## Erelijst als Speler
- Nederlands kampioen veldkorfbal, 1x (1982)
- Nederlands kampioen zaalkorfbal, 1x (1982)
- Europacup kampioen veldkorfbal, 1x (1982)

## Coachingscarrière

### DOS'46, eerste periode
Direct na zijn carrière als speler werd Van Gunst hoofdcoach.
Hij werd in 1987 de nieuwe hoofdcoach bij DOS'46, waar hij zijn volledige spelerscarrière had gespeeld. Hierdoor kende hij de club en spelers door en door. Terwijl Van Gunst de nieuwe hoofdcoach werd, ging de oud coach Albert Lucas terug naar de spelersgroep.
In zijn eerste seizoen als coach, 1987-1988 werd de ploeg in de zaal 4e, maar in de veldcompetitie deed de ploeg het beter. Na 14 wedstrijden stond DOS'46 op een gedeelde eerste plaats en moest er een beslissingsduel worden gespeeld om te bepalen welke ploeg 1e zou worden. Deze wedstrijd werd gespeeld op zaterdag 21 mei 1988 en werd gewonnen SCO, waardoor DOS'46 genoegen moest nemen met de tweede plaats.
In 1988-1989 had de ploeg het onder Van Gunst lastig. Terwijl de ploeg in de zaal in de middenmoot bleef steken, behaalde de ploeg in de veldcompetitie slechts 7 punten en degradeerde het uit de Hoofdklasse.
Onder Van Gunst's leiding duurde de afwezigheid in de veldhoofdklasse slechts 1 jaar, want in 1990 maakte te ploeg promotie terug naar de Hoofdklasse.
Zodoende speelde DOS'46 in seizoen 1990-1991 in beide competities weer in de Hoofdklasse en deed dat niet onaardig. In de zaal werden ze 4e en op het veld ook.
Na seizoen 1991-1992 nam Van Gunst na 5 seizoenen afscheid als hoofdcoach bij de club.

### return bij DOS'46
Toen Van Gunst in 1992 stopte als hoofdcoach bij DOS'46 werd Paul Marseille aangesteld als nieuwe coach. In seizoen 1993-1994 werd Marseille in zijn 2e seizoen bij de club ontslagen en de club moest op zoek naar een vervanger. Zo kwam de club terecht bij Van Gunst en vroeg hem zijn oude job te hervatten als hoofdcoach. Van Gunst stemde in en maakte het seizoen af. DOS'46 werd in de zaal 5e en in de veldcompetitie werd het 1e in de degradatiepoule, waardoor het zichzelf had gehandhaafd.
Van Gunst verlengde en bleef coach. In seizoen 1994-1995 werd de ploeg onder leiding van Van Gunst in de zaal 3e en kwam het in de veldcompetitie in de kampioenspoule terecht. Echter werd er geen kruisfinaleplaats in de veldcompetitie bemachtigd. In 1997 stopte Van Gunst en zijn assistent Gerald Aukes werd de nieuwe hoofdcoach.

### Blauw-Wit, Amsterdam
Voor seizoen 2000-2001 werd Van Gunst de nieuwe hoofdcoach bij AKC Blauw-Wit uit Amsterdam. De ploeg had met spelers zoals Marjan de Jong, Jan Niebeek en Dennis Doves een sterke selectie. In de zaalcompetitie werd de ploeg 2e in de Hoofdklasse B, waardoor het zich plaatste voor de nacompetitie. In de kruisfinale won Blauw-Wit van Fortuna met 22-19, waardoor het zichzelf plaatste voor de zaalfinale. In de zaalfinale was tegenstander PKC echter te sterk. Blauw-Wit verloor met 26-23. Iets later, in de veldcompetitie stond de ploeg ook in de kruisfinale. In deze kruisfinale werd gewonnen van Deetos, waardoor Blauw-Wit ook in de veldfinale uitkwam. In de finale won Blauw-Wit van KV Die Haghe met 17-13, waardoor het alsnog 1 Nederlandse titel binnensleepte. Van Gunst werd na dit seizoen verkozen tot Beste Coach.
In seizoen 2001-2002 stond Blauw-Wit wederom in de kruisfinale in de veldcompetitie. Echter verloor Blauw-Wit van de latere veldkampioen Die Haghe.

### DOS'46, 3e periode
In 2003 werd Van Gunst de nieuwe hoofdcoach bij "zijn" club DOS'46. De club beleefde in seizoen 2003-2004 een wat onopmerkelijk seizoen, maar dat veranderde vanaf 2004-2005. Met spelers zoals Casper Boom en André Kuipers had de ploeg een groot scorend vermogen. In dit seizoen werd DOS'46 in de zaalcompetitie 2e in de Hoofdklasse B en moest het in de kruisfinale opnemen tegen Fortuna. DOS'46 won met 17-15 en plaatste zic zodoende voor de zaalfinale in Ahoy. In de finale was PKC echter 2 maten te groot en DOS'46 verloor met 21-11.
Vanaf 2005-2006 was de opzet van de zaalcompetitie veranderd. In plaats van 2 Hoofdklasses was er 1 Korfbal League. In dit seizoen werd DOS'46 2e in de competitie en kwam het in de kruisfinale wederom uit tegen Fortuna. DOS'46 won met 19-17 en stond voor het 2e jaar op rij in de zaalfinale. Dit maal was Dalto de tegenstander en DOS'46 won met 29-19.
Na dit seizoen en de zaaltitel werd Van Gunst voor de tweede keer in zijn carrière verkozen tot Beste Coach. Echter kreeg Van Gunst niet de mogelijkheid om deze titel te prolongeren. De spelersgroep had namelijk voor aanvang van het nieuwe seizoen het vertrouwen in hem opgezegd. Van Gunst werd vervangen door Manfred Hofstede.

### Blauw-Wit, Heerenveen
Na 3 seizoenen in de top van korfballend Nederland ging Van Gunst in 2006 aan de slag bij Blauw-Wit (Heerenveen). Deze ploeg speelde echter 2 klasses lager dan de Korfbal League.

### Dalto
In 2008 werd Van Gunst de nieuwe hoofdcoach van Dalto uit Driebergen. Hij verving hiermee vertrekkend coach Erik Wolsink en de ploeg had grote ambities. Dalto was het in het seizoen ervoor nog 2e in de Korfbal League geworden en aaste op een finaleplaats.
In Van Gunst zijn eerste seizoen, 2008-2009 werd Dalto in de zaalcompetitie 2e met 28 punten uit 18 wedstrijden. In de play-offs kwam de ploeg echter Koog Zaandijk tegen en hier ging het mis. In de best-of-3 serie verloor Dalto in 2 wedstrijden, zodat er geen zaalfinale werd gehaald.
In het seizoen erna, 2009-2010 deed Dalto het beter. De ploeg haalde wederom de play-offs en won van Fortuna in de play-off serie, waardoor de ploeg voor de tweede keer in de clubhistorie in de zaalfinale stond. In de finale was echter Koog Zaandijk te sterk met 22-20, waardoor Dalto genoegen moest nemen met de zilveren medaille.
Seizoen 2010-2011 zou het 3e en laatste seizoen van Van Gunst zijn bij Dalto. Dit werd een lastig jaar. Allereerst verloor de club de topschutter Jos Roseboom en ook Bob de Jong nam afscheid van de club. In het seizoen werd Dalto 8e in de zaal.

### DOS'46, 4e termijn
In 2012 werd Van Gunst wederom door DOS'46 gevraagd om de functie van hoofdcoach te vervullen. Hij verving hiermee Daniël Hulzebosch als coach en Van Gunst had een bijzondere taak. Hij moest DOS'46, dat gedegradeerd was terug in de Korfbal League krijgen.
Zo speelde DOS'46 in 2012-2013 in de Hoofdklasse en dat deed de ploeg goed. DOS'46 werd 2e in de Hoofdklasse B, waardoor het nacompetitie speelde. In de play-offs won DOS'46 van KVS, waardoor het in de Hoofdklasse Finale terecht kwam. In de finale was echter OVVO te sterk met 24-16, waardoor directe promotie naar de korfbal league verloren ging. DOS'46 kreeg een herkansing in de play-downs, tegen de nummer 9 van de league, namelijk Nic.. In de best-of-3 serie won Nic. in 2 wedstrijden, waardoor DOS'46 nog 1 seizoen in de Hoofdklasse moest blijven.
Iets later, in de veldcompetitie degradeerde DOS'46 uit de Ereklasse.
Seizoen 2013-2014 was een teleurstellend seizoen voor DOS'46. In de zaal werd de ploeg 4e in de Hoofdklasse, waardoor het middenmoter werd.
Na 2 seizoenen bij DOS'46 werd Van Gunst vervangen als hoofdcoach. Daniël Hulzebosch verving hem.

### Dalto, 2 termijn
In 2018 werd Van Gunst de nieuwe hoofdcoach bij Dalto. Ook deze ploeg was ondertussen uit de Korfbal League gedegradeerd en wilde terug op het hoogste niveau.
In 2018-2019 werd de ploeg in de zaalcompetitie net 3e, waardoor het de nacompetitie miste. Het seizoen eindigde vervelend voor Van Gunst, want er werd door Dalto bekendgemaakt dat hij vervangen zou worden door Barry Schep. Hierdoor duurde deze termijn bij Dalto slechts 1 jaar.

### DOS'46, 5e termijn
In februari 2022 besloot DOS'46 te breken met coach Edwin Bouman vanwege tegenvallende resultaten in seizoen 2021-2022. De club ging op zoek naar een coach die het seizoen af kon maken en kwamen uit bij Van Gunst. Die werd aangenomen om ad interim het seizoen af te maken.

## Erelijst als Coach
- Nederlands kampioen veldkorfbal, 1x (2001)
- Nederlands kampioen zaalkorfbal, 1x (2006)
- Coach van het Jaar, 2x (2001, 2006)